# هویلونگ، آنهوی
هویلونگ، آنهوی (به لاتین: Huilong) یک شهرک در جمهوری خلق چین است که در Funan County واقع شده‌است. هویلونگ ۵۶ کیلومتر مربع مساحت و ۴۶٬۰۰۰ نفر جمعیت دارد و ۳۷ متر بالاتر از سطح دریا واقع شده‌است.